# 高庸 (明朝)
高庸（14世紀—15世紀），字季常，南直隸蘇州府長洲縣唯亭人，明朝政治人物。

## 生平
高庸個性孝順，是永樂元年（1403年）的舉人，四年（1406年）成進士，獲授莆田知縣，但出入依然會稟告父母，處理政務若有失公平，父親高仲銘會於事後擊板責罵他，他即時拱手跪受教，因此縣內無冤獄，因母親逝世回鄉，父親要求他耕作，某天父親生氣打算掌摑他，他清求自己掌摑，最終面紅至赤。服闋後改任餘姚知縣，在任內去世。

## 引用
1. 1 2  《元和唯亭志·卷十四·孝友》：高庸，字季常，啟從子，永樂丙戌成進士，仕莆田知縣，性至孝，出入必禀命於親，視政或有失平，父仲銘於廳事後擊板召責，庸即趨跽受訓，故境無冤獄，丁內艱歸，父命課耕作，執犁鋤，立隴畔，竟日雜傭保中，一日父怒，欲掌其面，庸請自掌，遂至坌赤，服闋改令餘姚，卒於官，依縣志載。
2. ↑  《元和唯亭志》·卷十一·科目：進士 明 高庸，字季常，永樂丙戌林環榜，仕莆田知縣 詳孝友……舉人 明 高庸，永樂癸卯【癸未】科 壬午賓興，是年補試，見進士